# Фридрих II фон Шлайден
Фридрих II фон Шлайден (на немски: Friedrich II Herr von Schleiden; † 4 ноември 1325) от рода на господарите на Бланкенхайм, е господар на господството Шлайден в Айфел в днешен Северен Рейн-Вестфалия на границата с Франция.

## Произход
Той е син на Конрад II фон Шлайден († сл. 1297) и съпругата му Елизабет фон Юнкерат († сл. 1282). Внук е на Фридрих I фон Шлайден († ок. 1269) и втората му съпруга Алайдис († сл. 1270). Правнук е на Конрад I фон Бланкенхайм-Шлайден († сл. 1223).
През 1380 г. фамилията фон Бланкенхайм е издигната на графове. Графовете на Бланкенхайм са роднини с графовете на Мандершайд и от 1469 г. се наричат Мандершайд-Бланкенхайм.

## Фамилия
Фридрих II фон Шлайден се жени 1282 г. за Йохана фон Хайнсберг-Фалкенбург († сл. 19 декември 1327), дъщеря на Валрам фон Хайнсберг-Фалкенбург (1253 – 1302) и графиня Филипа фон Гелдерн-Цутфен († 1302). Те имат десет деца:
- Конрад III фон дер Шлайден († 1345), рицар, женен I. пр. 1307 г. за Йохана фон Вилденберг († сл. 29 април 1339), II. за Йохана фон Райфершайт († сл. 1343/1344)
- Валрам фон Шлайден († сл. 1322)
- Фридрих фон Шлайден († пр. 1343)
- Вилхелм фон Шлайден († ок. 1367)
- Елизабет фон Шлайден (* пр. 1342)
- Теодерих фон Шлайден-Юнкерат († сл. 1350), женен два пъти; има общо седем деца
- Мехтилд фон Шлайден
- Беатрикс фон Шлайден, омъжена I. за Тилман фон Райнбах, II. за Йохан фон Хоенщайн
- София фон Шлайден
- Шонета фон Шлайден